# Hau Hok Wan
Hau Hok Wan (kinesiska: 鱟殼灣, 鲎壳湾) är en vik i Hongkong (Kina). Den ligger i den västra delen av Hongkong.